# Arthur B. Langlie
Arthur Bernard Langlie (25 de julho de 1900 - 24 de julho de 1966) foi um político norte-americano que foi prefeito de Seattle, entre 1938 até 1941 e foi governador do estado de Washington em três mandatos de 1941 até 1945 e em dois mandatos consecutivos de 1949 até 1957. Langlie era membro do Partido Republicano dos Estados Unidos da América.